# Ifrika nyigu
Ifrika nyigu (лат.) — вид ос-бетилид рода Ifrika из надсемейства Chrysidoidea (Bethylidae, Hymenoptera). Встречается в Африке. Видовой эпитет «nyigu» в переводе с суахили означает «оса».

## Распространение
Афротропика: Центральноафриканская Республика, Габон, Кения и Уганда.

## Описание
Осы-бетилиды мелкого размера (длина тела 4,2 мм, передние крылья 4 мм). Этот вид отличается от других представителей рода наличием заднего крыла с пятью дистальными гамулами, гениталиями с медианным выступом, широким в боковом виде, сужающимся в вершине, и медиодорсальной складкой каплевидной формы. Голова, клипеус и мезосома чёрные; усики и мандибулы коричневые; пальпы коричневые; ноги светло-коричневые; крылья субгиалиновые, жилки и птеростигма коричневые; метасома тёмно-коричневая. Голова семиугольная, примерно такой же длины, как и ширины. Мандибула с четырьмя зубцами, два крайних вентральных заострены и крупнее, в остальном округлые и короткие, постепенно увеличивающиеся в длину вентрально. Предположительно паразитоиды.

## Таксономия
Вид был впервые описан в 2023 году бразильскими энтомологами Wesley Dondoni Colombo и Celso Oliveira Azevedo (Федеральный университет Эспириту-Санту, Departamento de Biologia, Av. Marechal Campos, Витория, Эспириту-Санту, Бразилия) по типовым материалам из Африки. Включён в состав рода Ifrika из подсемейства Pristocerinae.